# إرنست سونر
إرنست سونر (بالألمانية: Ernst Soner) هو طبيب وفيلسوف وأستاذ جامعي ألماني، ولد في 1572 في نورنبرغ في ألمانيا، وتوفي في 1612 في آلتدورف باي نورنبرغ في ألمانيا.